# Abadia (Egito)
Abadia é um sítio arqueológico do Antigo Egito, situado 19 quilômetros a oeste de Dendera. Foi escavado por Petrie em 1898-1899 junto de Hu, e seus achados serviram de base à compilação de Petrie da primeira cronologia relativa do pré-dinástico (Nacada I-Nacada II). Era um importante centro urbano desde Nacada I (4000–3500 a.C.). Em Nacada II (3500–3200 a.C.), começou a ser fortificada com muralhas massivas e um modelo de argila de muralhas fortificadas foi encontrado no sítio. Na passagem de Nacada II para Nacada III (3200–3000 a.C.), porém, Abadia eclipsou. Por sua localização na curva do deserto, sua população estava protegida das cheias do Nilo e nenhuma terra fértil foi desaproveitada ao cultivo.
Em Abadia, cujo sítio também tem uma necrópole, havia sepultamentos de bovinos junto a sepultamentos humanos. De Nacada I, há um importante túmulo, B101, no qual havia grande quantidade de cerâmicas incisas com a figura de um antílope, seis bolas de argila branca, das quais uma estava decorada com ziguezagues, 144 contas de cornalina, um modelo de hipopótamo, pulseiras e três peças de marfim de hipopótamo, três presas de hipopótamo e uma paleta de hipopótamo com um olho incrustado com uma casca. Na tumba 83, por sua vez, foi encontrado o supracitado modelo de argila. Ainda se encontrou em Abadia duas clavas cerimoniais que ainda mantêm suas alças, que foram feitas com madeiras mais duráveis.